# L'Effaceur (film)
Pour les articles homonymes, voir L'Effaceur.
Série
Eraser: Reborn
(2022)
Pour plus de détails, voir Fiche technique et Distribution.
L'Effaceur (Eraser) est un film d'action américain réalisé par Chuck Russell et sorti en 1996.

## Synopsis
John Kruger est un US marshal travaillant dans le programme de protection des témoins. Il est désigné pour protéger Lee Cullen qui travaille pour l'entreprise Cyrez, un fabricant d'armes secrètes et fournisseur du département de la Défense des États-Unis. Le travail de Kruger commence lorsque Cullen découvre une preuve d'un trafic d'armes illégal du FBI. Cyrez veut cacher la création d'un canon électrique secret, qui sera vendu au marché noir. Kruger doit alors la protéger en effaçant toutes les traces de son identité et en neutralisant toutes menaces contre elle.

## Fiche technique
Sauf indication contraire, les informations mentionnées dans cette section peuvent être confirmées par la base de données cinématographiques IMDb,  présente dans la section « Liens externes ».
- Titre original : Eraser
- Titre français et québécois : L'Effaceur
- Réalisation : Chuck Russell
- Scénario : Tony Puryear et Walon Green, d'après une histoire de Tony Puryear, Walon Green et Michael S. Chernuchin
- Musique : Alan Silvestri
- Photographie : Adam Greenberg
- Montage : Michael Tronick
- Direction artistique : William Ladd Skinner
- Décors : Bill Kenney
- Costumes : Richard Bruno
- Production : Anne Kopelson et Arnold Kopelson

Producteurs délégués : Michael Tadross et Chuck Russell
Producteurs associés : Frank Capra III
Coproducteurs : Stephen Joel Brown et Caroline Pham
- Société de production : Kopelson Entertainment
- Société de distribution : Warner Bros. (États-Unis, France)
- Pays d'origine : États-Unis
- Langue originale : anglais
- Budget : 100 000 000 $[1]
- Format : Couleurs - 35 mm (Panavision) - 2,35:1 - Son DTS et Dolby numérique
- Durée : 115 minutes
- Genre : action
- Dates de sortie : 
  - États-Unis : 21 juin 1996
  - France : 7 août 1996
- Classification CNC : tous publics avec avertissement (visa d'exploitation no 89737 délivré le 28 août 1996)[2]

## Distribution
- Arnold Schwarzenegger (VF : Daniel Beretta ; VQ : Dominique Briand)[3] : le marshal John Kruger « l'Effaceur »
- James Caan (VF : Michel Papineschi ; VQ : Jean-Marie Moncelet) : Robert DeGuerin
- Vanessa Lynn Williams (VF : Catherine Hamilty ; VQ : Louise Rémy) : Lee Cullen
- James Coburn (VF : Pierre Hatet ; VQ : Jean Fontaine) : Beller
- Robert Pastorelli (VF : Mario Santini ; VQ : Luc Durand (comédien)) : Johnny Castelone
- Andy Romano (VF : Yves Barsacq ; VQ : Benoit Marleau) : Daniel Harper, sous-secrétaire à la Défense
- James Cromwell (VF : Jean-Pierre Leroux ; VQ : François Cartier) : William Donahue, vice-président de l'entreprise d'armes Cyrez
- Olek Krupa (VF : Patrick Laplace ; VQ : Aubert Pallascio) : Sergei Ivanovich Petrofsky
- Nick Chinlund : Calderon
- Gerry Becker (VF : Hervé Bellon) : Morehart
- Joe Viterelli (VF : Michel Fortin ; VQ : Gérard Delmas) : Tony « Deux Orteils » (« Two-Toes » en VO)
- Danny Nucci : Monroe
- Denis Forest (VF : Gilbert Lévy) : Technicien informatique à Cyrez
- Michael Papajohn : Schiff
- Melora Walters : Darleen
- Mark Rolston : J Scar
- John Slattery : Agent Corman
- Robert Miranda : Frediano
- Roma Maffia : Claire Isaacs
- Tony Longo : Little Mike
- John Snyder : Sal
- Camryn Manheim : l'infirmière
- Skipp Sudduth : Watch Commander
  - Voix additionnelles : Guillaume Orsat

 Source et légende : version française (VF) sur RS Doublage ; version québécoise (VQ) sur Doublage qc.ca

## Production

### Genèse et développement
John Milius participe au film comme script doctor, à la demande d'Arnold Schwarzenegger qu'il a dirigé dans Conan le Barbare (1982). Frank Darabont et William Wisher participent aussi à des réécritures.
Le film devait initialement avoir un happy end romantique mais la fin sera changée après des projections test négatives.

### Attribution des rôles
Le rôle principal est à l'origine écrit pour Sylvester Stallone, mais l'acteur tournait à la même période Daylight, le rôle revient donc à Arnold Schwarzenegger.
Jonathan Pryce a été envisagé pour le rôle de l'US Marshal Robert DeGuerin, finalement attribué à James Caan.
Sven-Ole Thorsen, culturiste et cascadeur danois et ami d'Arnold Schwarzenegger, apparait dans le rôle d'un gangster russe.

### Tournage
Le tournage a lieu de septembre 1995 à mars 1996. Il se déroule à Dieppe au Canada, en Californie (Santa Clarita, El Segundo, Topanga, Los Angeles, Pasadena, Warner Bros. Studios, Terminal Island, West Hollywood), à Washington, DC, à New York (Brooklyn Borough Hall, Chinatown, Harlem, Sheep Meadow, Whitestone), dans le Maryland (Gaithersburg) et dans le New Jersey.
Arnold Schwarzenegger a choisi lui-même le directeur de la photographie Adam Greenberg, qui a notamment travaillé sur Terminator (1984) et Terminator 2 : Le Jugement dernier (1991).
Les relations entre le réalisateur Chuck Russell et le producteur Arnold Kopelson sont très tendues durant le tournage. Ils refuseront de s'adresser la parole. Arnold Schwarzenegger a servi d'intermédiaire et organisait les échanges entre les deux hommes notamment à propos de la logistique et des plannings.

## Accueil

### Critique
L'Effaceur a obtenu des critiques allant de mitigées à négatives : si le site Rotten Tomatoes lui attribue un pourcentage de 36 % dans la catégorie All Critics, sur la base de 45 commentaires et une note moyenne de 4.9⁄10 et un pourcentage de 42 % dans la catégorie Top Critics, sur la base de 12 commentaires et une note moyenne de 5.3⁄10, le site Metacritic lui attribue un score de 56⁄100, sur la base de 18 commentaires.

### Box-office
Sorti dans 2 410 salles aux États-Unis, L'Effaceur prend la première place du box-office avec 24 566 446 $ de recettes le week-end de sa sortie pour une moyenne de 10 193 $ par salle, qui lui permet de détrôner Disjoncté, qui occupait la tête du box-office le week-end précédent. Les recettes américaines atteignent 101 295 562 $ en fin d'exploitation. À l'étranger, le film engrange 141 000 000 $ supplémentaires, portant le total des recettes mondiales à 242 295 562 $.
En France, où il est distribué jusqu'à 444 salles, L'Effaceur prend la tête du box-office durant les deux premières semaines de sa sortie avec 824 776 entrées, pour un démarrage à 583 598 entrées. Après huit semaines restés à l'affiche, L'Effaceur finit son exploitation à 1 486 432 entrées.

## Distinctions

### Récompenses
- Bambi Awards 1996 : meilleur film international[12]
- Goldene Kamera 1997 : meilleur acteur international pour Arnold Schwarzenegger
- BMI Film and TV Awards 1997 : BMI Film Music Award pour Alan Silvestri

### Nominations
- Oscars 1997 : meilleur montage sonore
- MTV Movie & TV Awards 1997 : meilleure scène d'action (pour la scène de chute libre)

## Commentaire
La société fictive Cyrez devait initialement être nommée Cyrex. Cependant, la production reçoit des plaintes de la véritable société Cyrix. Le nom sera ainsi changé en postproduction grâce aux effets spéciaux numériques et les dialogues seront redoublés.

## Reboot
En septembre 2021, un reboot est annoncé avec Dominic Sherwood dans le rôle principal. Réalisé par John Pogue (en), d’après un scénario de Michael Weiss (de), Eraser : Reborn est produit par Hunt Lowry (en) et Patty Reed pour Roserock Films. Le film est distribué par Warner Bros. Home Entertainment.
Eraser: Reborn sort en Blu-ray et DVD le 7 juin 2022 ainsi que sur la plateforme de streaming HBO Max.